# Ayopaya (gemeente)
Ayopaya, ook Independencia,  is een gemeente (municipio) in de Boliviaanse provincie Ayopaya in het departement Cochabamba. De gemeente telt naar schatting 24.829 inwoners (2018). De hoofdplaats is Independencia.